# Schommelsnaaf
Schommelsnaaf ist ein Ortsteil von Marialinden in der Stadt Overath im Rheinisch-Bergischen Kreis in Nordrhein-Westfalen, Deutschland.

## Lage und Beschreibung
Der kleine landwirtschaftlich geprägte Ortsteil Schommelsnaaf liegt südlich des Aggertals auf einem Höhzug an der Grenze zum Rhein-Sieg-Kreis. Er ist über die Landesstraße 360 zu erreichen und über die Buslinie 595 der Rhein-Sieg-Verkehrsgesellschaft an den öffentlichen Nahverkehr angebunden. Schommelsnaaf mit seinen Feuchtgebieten gehört zum Quellgebiet des Naafbachs, dessen Quellen weitgehend unterirdisch verlaufen und der in die Agger mündet. Die nächsten Orte sind Bixnaaf, Bixnaafermühle, Neverdorf (Rhein-Sieg-Kreis) und Abelsnaaf, sie alle liegen am Naafbach und gehören naturräumlich zum Marialinder Riedelland.

## Geschichte
Der Bachname Naaf, im 13. Jahrhundert als de Nafe, 1555 als die Nave genannt, ist ein Flussnamenwort indogermanischer Herkunft, dessen Wurzel im Deutschen nicht nachweisbar ist. Die Bedeutung scheint neutral Fluss zu sein und ist mit griech. nao (= fließe), lat. nato (= schwimme), navis (= Schiff) verwandt.
Die Topographia Ducatus Montani des Erich Philipp Ploennies, Blatt Amt Steinbach, belegt, dass der Wohnplatz bereits 1715 eine Hofstelle besaß, die als Schummels Naf beschriftet ist. Carl Friedrich von Wiebeking benennt die Hofschaft auf seiner Charte des Herzogthums Berg 1789 als Schumelsnaf. Aus ihr geht hervor, dass der Ort zu dieser Zeit Teil der Honschaft Oderscheid im Kirchspiel Overath war.
Der Ort ist auf der Topographischen Aufnahme der Rheinlande von 1825 als Schummels-Naaf verzeichnet. Die Preußische Uraufnahme von 1845 zeigt den Wohnplatz unter dem Namen Schommelsnaf. Ab der Preußischen Neuaufnahme von 1892 ist der Ort auf Messtischblättern regelmäßig als Schommelsnaaf verzeichnet.
1822 lebten 22 Menschen im als Hof kategorisierten und als Schommelsnaf bezeichneten Ort, der nach dem Zusammenbruch der napoleonischen Administration und deren Ablösung zur Bürgermeisterei Overath im Kreis Mülheim am Rhein gehörte. Für das Jahr 1830 werden für den als Schommelsnaf bezeichneten Ort 26 Einwohner angegeben. Der 1845 laut der Uebersicht des Regierungs-Bezirks Cöln als Schommelsnaf bezeichnete und als Hof kategorisierte Ort besaß zu dieser Zeit vier Wohngebäude mit 24 Einwohnern, alle katholischen Bekenntnisses. Die Gemeinde- und Gutbezirksstatistik der Rheinprovinz führt Schommelsnaaf 1871 mit sechs Wohnhäusern und 25 Einwohnern auf. Im Gemeindelexikon für die Provinz Rheinland von 1888 werden für Schommelsnaaf zwölf Wohnhäuser mit 61 Einwohnern angegeben. 1895 besitzt der Ort fünf Wohnhäuser mit 19 Einwohnern und gehörte konfessionell zum katholischen Kirchspiel Marialinden, 1905 werden fünf Wohnhäuser und 21 Einwohner angegeben.

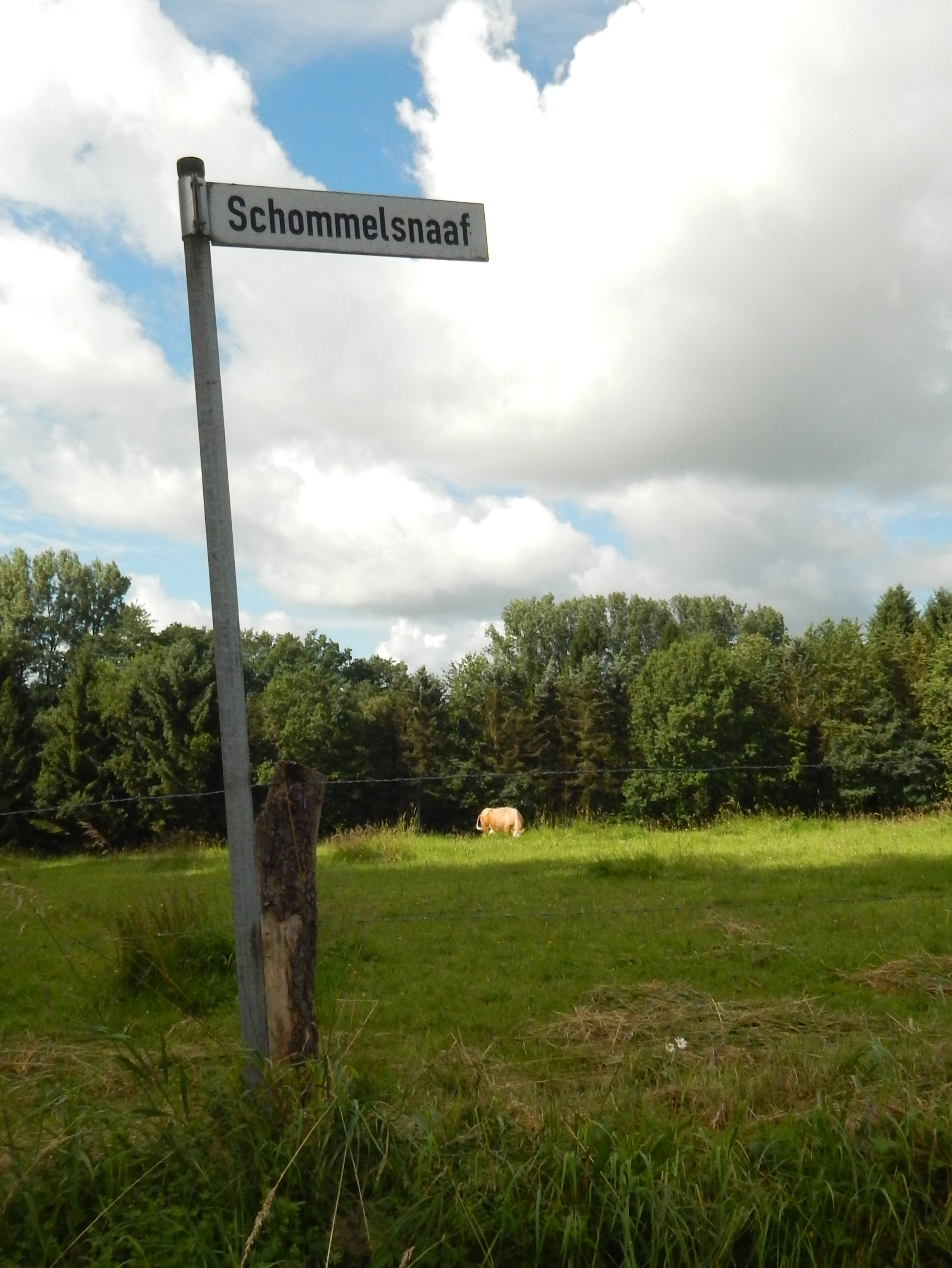
Wegweiser
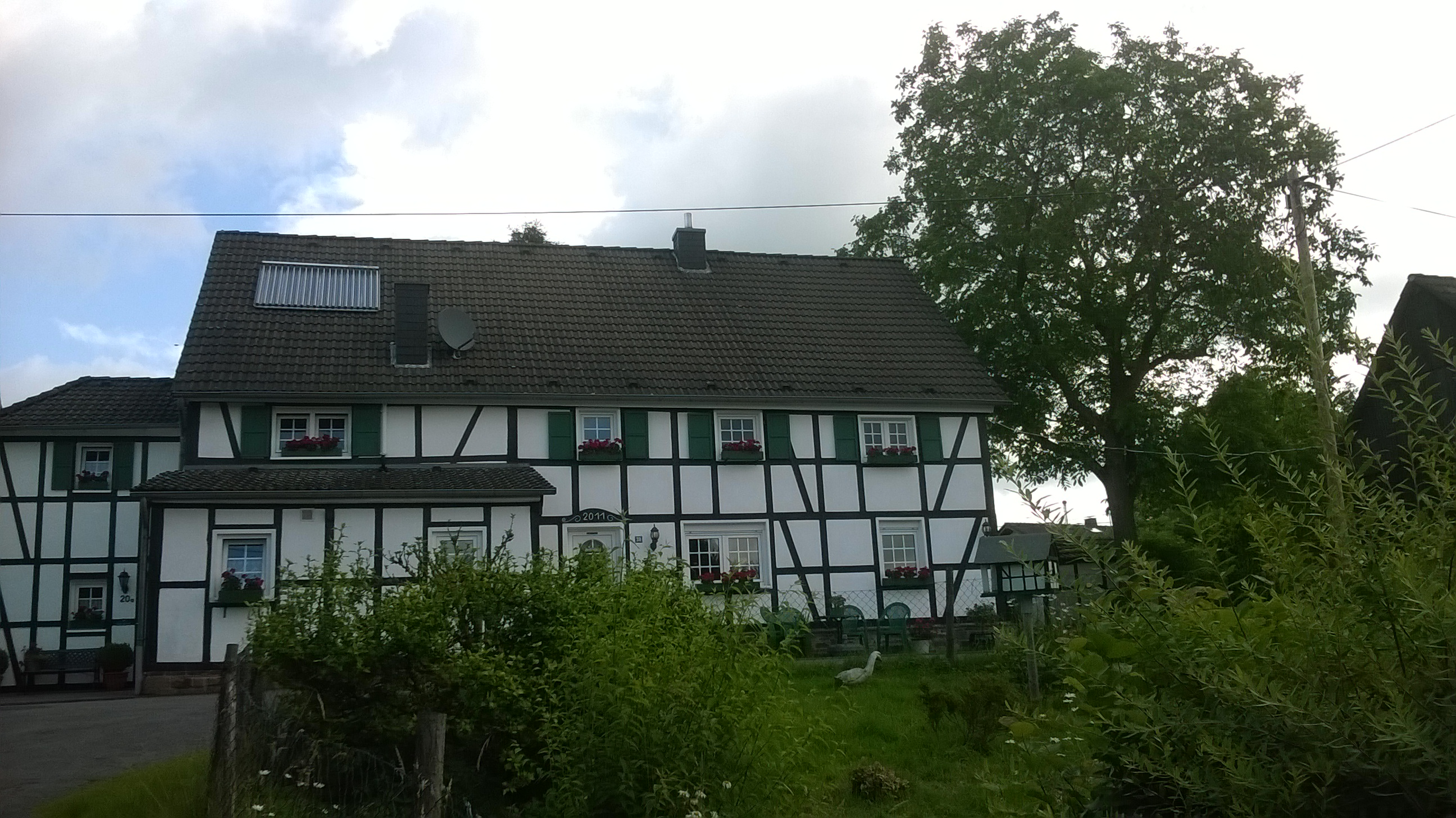
Fachwerkhaus
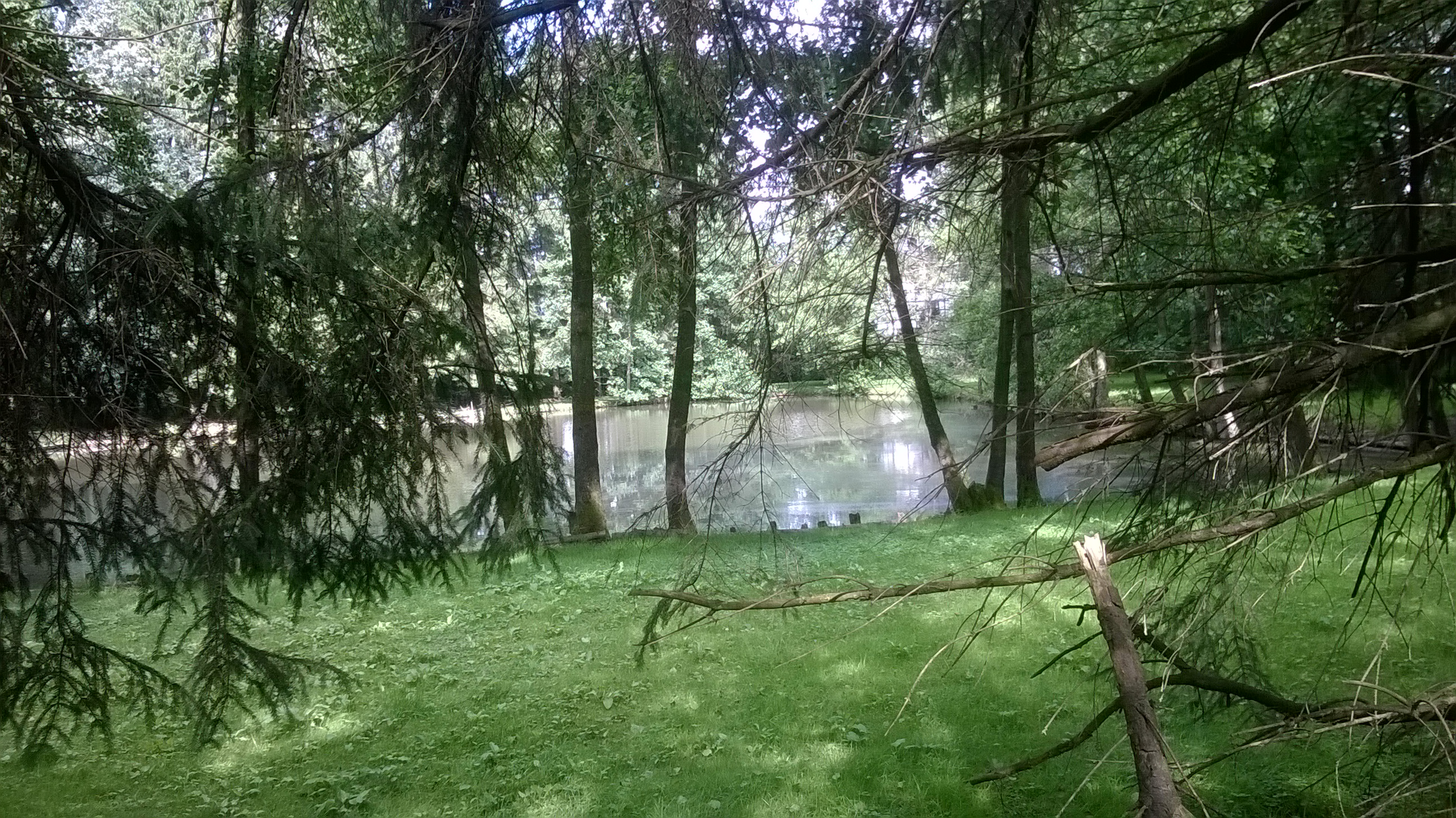
Fischteich
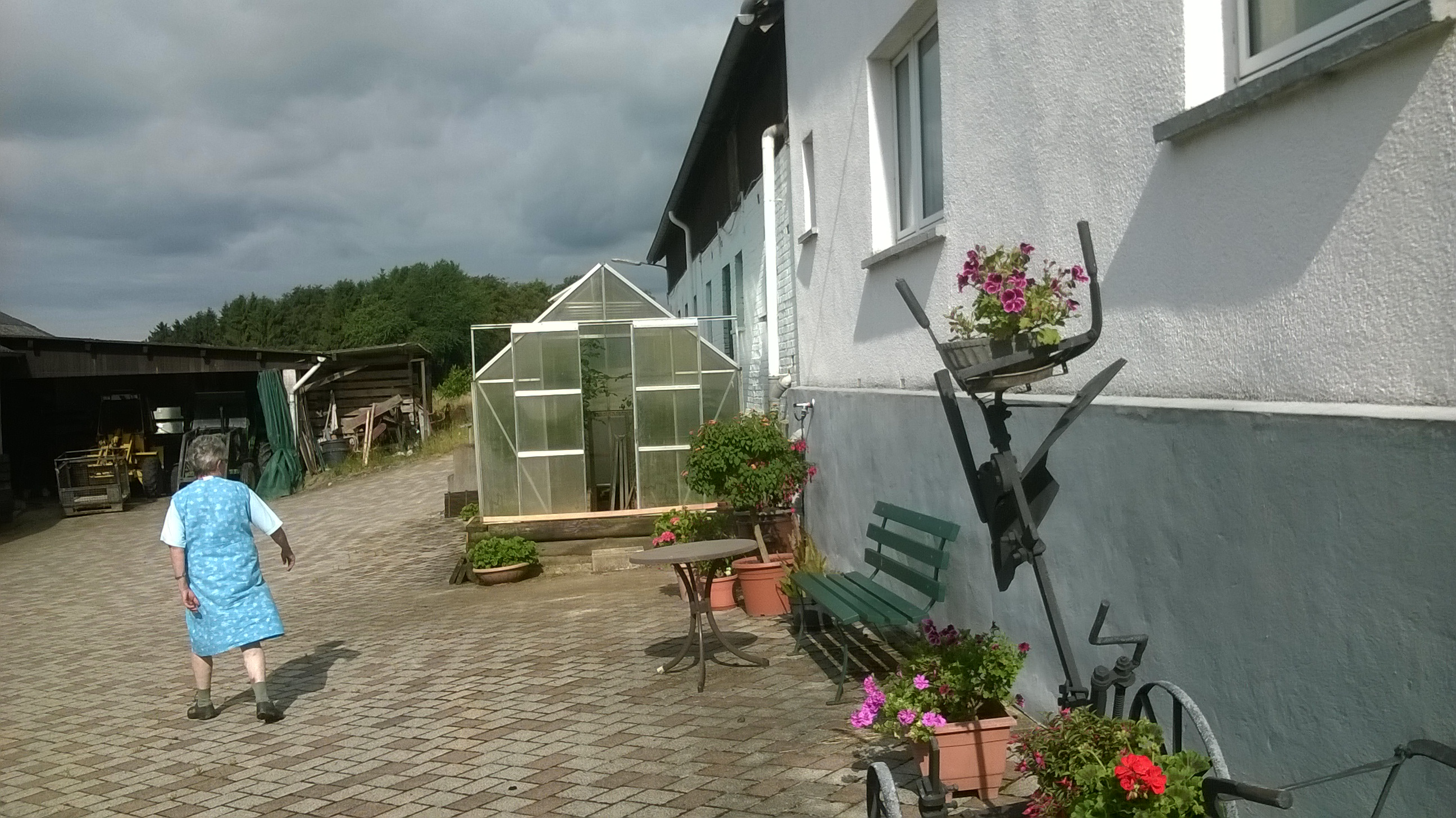
Hof einer Tischlerei